# Voronîne, Bratske
Voronîne (în ucraineană Воронине) este un sat în comuna Hannivka din raionul Bratske, regiunea Mîkolaiiv, Ucraina.

## Demografie
Componența lingvistică a localității Voronîne
     Ucraineană (91,74%)
     Română (4,59%)
     Rusă (3,67%)
Conform recensământului din 2001, majoritatea populației localității Voronîne era vorbitoare de ucraineană (91,74%), existând în minoritate și vorbitori de română (4,59%) și rusă (3,67%).